# Igarapé Grande
Igarapé Grande là một đô thị thuộc bang Maranhão, Brasil. Đô thị này có diện tích 374,283 km², dân số năm 2007 là 9546 người, mật độ 25,5 người/km².